# Kunstcollectie N.V. Nederlandse Gasunie

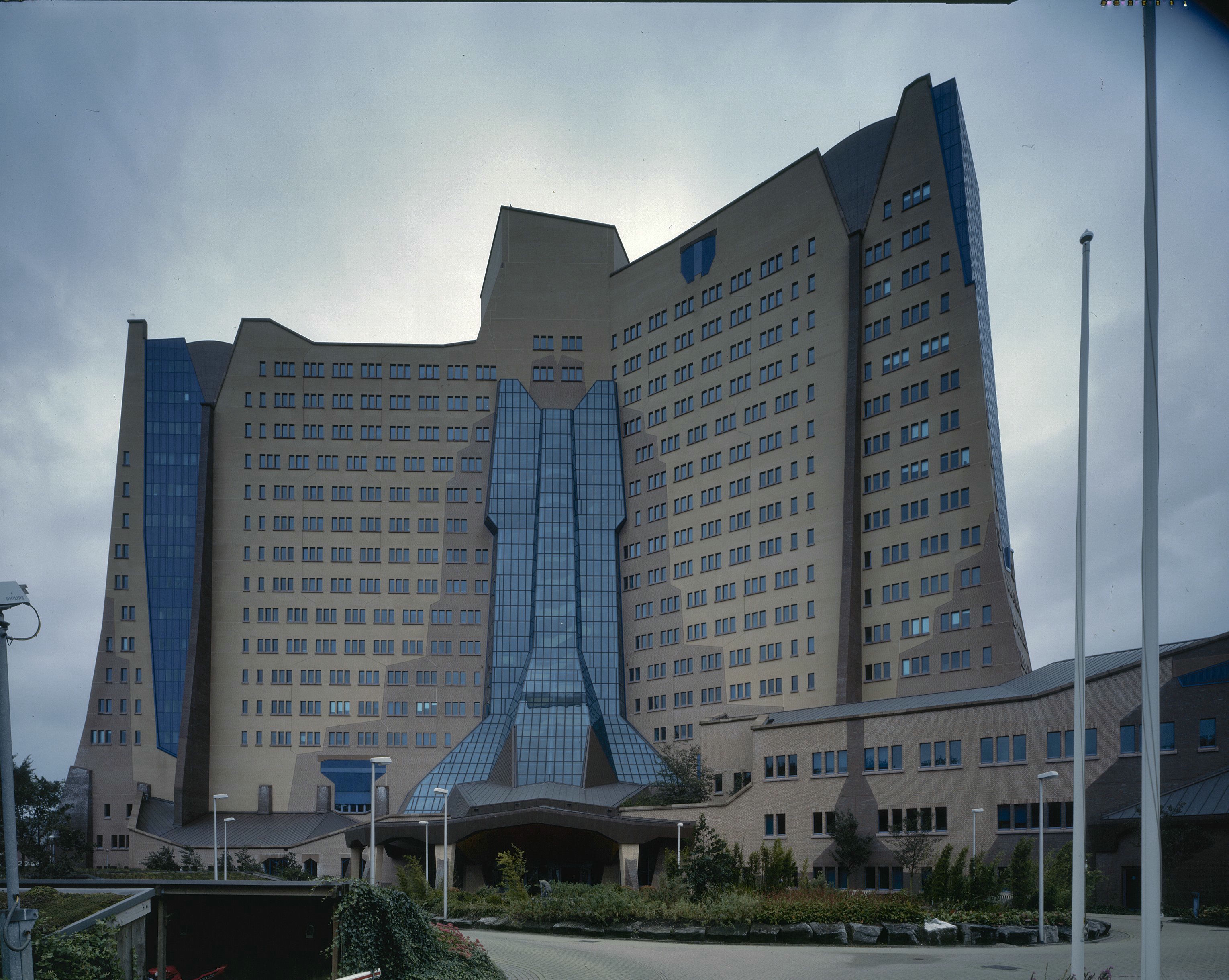
Hoofdgebouw Gasunie, hoofdlocatie kunstcollectie en tentoonstellingen.

De Kunstcollectie N.V. Nederlandse Gasunie ook wel Gasunie Kunstcollectie genoemd, is een collectie van verzamelde beeldende kunstwerken. De collectie bestaat uit circa 1800 kunstwerken verzameld sinds 1984. De kunstcollectie is onder beheer van de kunstcommissie Gasunie.
De kunstwerken bestaan uit kunstwerken van alle disciplines van grotendeels in Nederland wonende hedendaagse bekende en (nog) onbekende kunstenaars.

## Kunstbeleid
Het kunstbeleid van de Gasunie is er op gericht medewerkers van het bedrijf in aanraking te brengen met kunst.

## Tentoonstelling
De Gasunie organiseert twee tot drie keer per jaar een (doorgaans thematische) tentoonstelling voor belangstellenden die op een zondag bezichtigd kunnen worden in de hal van het hoofdgebouw Groningen.
In de PR hal wordt een lezing over de bijbehorende tentoonstelling gehouden.

## Locatie
De werken uit de kunstcollectie bevinden zich grotendeels in het hoofdgebouw Groningen. Daarnaast zijn er werken te vinden op de andere bedrijfslocaties bijvoorbeeld in compressorgebouwen.

## Kunstprijs
In 2011 organiseerde de Gasunie een eenmalige kunstprijs van 10.000 euro ter gelegenheid van 50 jaar gas. De juryprijs ging naar Jasmijn Visser en de publieksprijs naar Esther Nienhuis.

## Kunstenaars
De kunstcollectie bestaat onder andere uit werk van:
- Armando
- Aaron van Erp
- Kees van Bohemen
- Frank van Hemert
- Frank Lisser
- Lucebert
- Ronald Schimmer
- Peter Struyken
- Ronald Tolman
- Jan Worst

## Publicaties
- 1988 Kunst op de werkplek: het hoe en waarom van de kunstcommissie van Gasunie, Groningen
- 1992 Chris de Boer, Uit de kunst bij Gasunie, Groningen
- 1997 Chris de boer, Jan Hekman, Bovengronds bezit: vijftien jaar kunst in de werkomgeving, Groningen
- 2004 Liesbeth Grotenhuis, Geert Pruiksma, Sieraden voor het gebouw, het gebouw voor sieraden: de Gasuniecollectie in Museum de buitenplaats, Groningen (verschenen bij de gelijknamige tentoonstelling)
- 2009 Chris de boer, Liesbeth Grotenhuis, Illand Pietersma, Kunst is zilver, gas  is goud: 25 jaar Kunstcommissie en 50 jaar Slochteren gas, Groningen  (verschenen bij gelijknamige expositie)